# Sveti Bruno
Sveti Bruno (Köln, oko 1030. – Serra San Bruno, 6. listopada 1101.), osnivač kartuzijanskoga reda i svetac Katoličke Crkve.

## Životopis
Rodio se oko 1030. u Kölnu. Gotovo ništa nije poznato o njegovoj obitelji i djetinjstvu. Životopis iz 12. st. navodi kako je Bruno vrlo dobro poznavao duhovnu i vjersku literaturu. Svoju je znanstvenu izobrazbu započeo u kolegijatskoj crkvenoj školi sv. Kuniberta u Kölnu, a potom se preselio u Reims gdje je uspješno završio studij.
Po završenom studiju Bruno se odlučio posvetiti duhovnom staležu i svoje znanje upotrijebiti u službi Crkve. Vrlo brzo postao je kanonik katedrale u Reimsu, te počinje predavati tzv. artes liberales (»slobodne vještine«), među njima gramatiku, retoriku, logiku, filozofiju, a onda i teologiju. Naslijedivši godine 1056. profesora Herimanna, preuzeo je i vodstvo biskupske škole. Kao profesora osobito su ga cijenili njegovi studenti, među kojima je bio i kasniji papa Urban II. 1075. postao je i kancelar svoga nadbiskupa u Kölnu.
Ipak, sam je Bruno bio nezadovoljan svojim načinom života i svjetovnim brigama, želeći se posvetiti višim stvarima. Promatrajući prilike u tadašnjoj Crkvi, osobito probleme vezane uz investituru i simoniju, priključio se papi Grguru VII. koji je nastojao uspostaviti red u crkvenim službama.
U proljeće 1084. Bruno je krenuo prema Alpama kako bi ondje potražio zgodno samotno mjesto, što mu je i pošlo za rukom u kraju imena La Grande Chartreuse. Na tom mjestu, na nadmorskoj visini od 1175 metara, sa šestoricom svojih drugova odlučio je živjeti pustinjačkim načinom života. Ondje je osnovana prva kartuzija.
Nekadašnji Brunin učenik, a sada papa Urban II., poziva ga 1090. godine za svoga savjetnika, te Bruno teška srca napušta svoju samoću, a kartuziju prepušta skrbi Landuina Toskanskoga. Kad su se u Rimu pogoršale političke prilike, Bruno slijedi papu u južnu Italiju pod normanskom vlašću. Ondje ga je papa htio zarediti za biskupa Reggia, no on tu službu otklanja, te, uz pomoć grofa Rogera, u biskupiji Squillace utemeljuje novu kartuziju »Santa Marija della Torre«. Bruno ondje i umire 6. listopada 1101.
Po ukinuću ove kartuzije 1193., njegove su relikvije prenijete u crkvu obližnjeg samostana sv. Stjepana. Papa Lav X. službeno ga je proglasio svetim 1514., a njegov se spomen u Katoličkoj Crkvi slavi 6. listopada. Do danas postoji kartuzijanski red, kao jedan od najstrožih redova Katoličke Crkve u kojem su osobito naglašeni samoća, šutnja i uzdržavanje od mesne hrane. Mnogi Hrvati živjeli su kao kartuzijanci u Kartuziji Pleterje u Sloveniji.

## Vanjske poveznice
- Kartuzija Pleterje u Sloveniji (službene stranice)